# River East Center
River East Center è un grattacielo ad uso residenziale di Chicago, Illinois.

## Caratteristiche
L'edificio, alto 196 metri e con 58 piani originariamente doveva avere una guglia ornamentale sul tetto che avrebbe portato l'altezza a 210 metri. Al suo interno si trovano 620 unità condominiali e a oggi è il terzo edificio residenziale più alto della città.